# شهرستان اوسیک-بارانیا
اوسیک-بارانیا (به کرواتی: Osječko-baranjska županija) یکی ۲۱ شهرستان کشور کرواسی است